# Belton (South Carolina)
Belton ist eine  Stadt im US-Bundesstaat South Carolina. Das U.S. Census Bureau hat bei der Volkszählung 2020 eine Einwohnerzahl von 4335 ermittelt.
Die Stadt liegt im Anderson County und befindet sich in der Metropolregion Upstate South Carolina im Nordwesten South Carolinas.

## Geschichte
Im Jahr 1845 formierte sich in Greenville eine Gruppe von Investoren, um die Region Piedmont an das bestehende Eisenbahnsystem in South Carolina anzuschließen, das damals von Columbia nach Charleston führte. Die so entstandene Greenville and Columbia Railroad baute eine Eisenbahnlinie zwischen den namensgebenden Orten. Die Strecke verlief durch das spätere Belton, wo ein Abzweig in die nahe gelegene Stadt Anderson errichtet wurde. Aufgrund der Bevölkerungsexplosion, die sich mit Bau und Fertigstellung der Eisenbahn vollzog, wurde 1855 die Stadt Belton gegründet, deren Grenzen im Umkreis von einer halben Meile um die neue Bahnstation lagen. Die Stadt erhielt ihren Namen nach dem ersten Präsidenten der Greenville and Columbia aus Newberry, John Belton O’Neal.
Die Stadt florierte nicht nur wegen des Eisenbahnknotens, sondern auch wegen der Baumwollernte in der Region, die zur Gründung von Baumwollspinnereien führte.
Im Jahr 1909 wurde ein städtisches Wassersystem eingerichtet. Dafür wurde ein 47 m (155 Fuß) hoher Stahlbetonturm mit einem Fassungsvermögen von 625 m³ (165.000 US-Gallonen) gebaut. Der Belton Standpipe genannte Wasserturm ist auch heute noch in Betrieb.
Ab 1910 wurde Belton auch durch die Interurban-Strecken von zwei Gesellschaften erschlossen, die 1914 in der Piedmont and Northern Railway zusammengefasst wurden. 1954 endete der elektrische Überlandstraßenbahnbetrieb; Teilstrecken verblieben für den Güterverkehr.
Tennis ist ein wesentlicher Bestandteil der Kultur von Belton. Jedes Jahr finden in Belton die South Carolina Palmetto Championships statt, bei denen die Tennisplätze der Stadt genutzt werden.
Neben der Belton Standpipe sind auch das Belton Depot und das Chamberlain-Kay House im National Register of Historic Places aufgeführt.

## Infrastruktur

### Verkehr
Belton liegt im östlichen Anderson County, 18 km östlich von Anderson, des Verwaltungssitzes, an der U.S. Highway 76 und U.S. Highway 178. Honea Path liegt 13 km südöstlich auf demselben Highway, und der South Carolina Highway 20 führt 42 km nördlich nach Greenville.
Die Teilstrecke Anderson–Belton–Honea Path der früheren Greenville and Columbia Railroad wird durch die Pickens Railway im Güterverkehr befahren. Die Greenville and Western Railway nutzt ein Reststück der ehemaligen Piedmont and Northern Railway von Belton nach Pelzer für Gütertransporte. Die übrigen ehemals nach Belton führenden Bahnstrecken existieren nicht mehr.

## Söhne und Töchter der Stadt
- William L. Ball (* 1948), Geschäftsmann und Politiker